# Cezar Drăgăniță
Cezar Drăgăniță   (Arad, 13 de febrer de 1954) és un jugador d'handbol romanès, ja retirat, que va competir durant les dècades de 1980 i 1990.
El 1976 va prendre part en els Jocs Olímpics d'Estiu de Monreal, on guanyà la medalla de plata en la competició d'handbol. Quatre anys més tard, als Jocs de Moscou, guanyà la medalla de bronze en la mateixa prova.
A nivell de clubs va jugar la major part de la seva carrera al Steaua Bucarest, guanyant amb ells 15 lligues nacionals. També va participar en set edicions de la Lliga de Campions de l'EHF , guanyant l'edició de 1977. Cap al final de la seva carrera va jugar i entrenar a Bèlgica i Portugal.